# Camiare Airport
Camiare Airport är en flygplats i Bolivia.   Den ligger i departementet Beni, i den centrala delen av landet, 600 km norr om huvudstaden Sucre. Camiare Airport ligger 153 meter över havet.
Terrängen runt Camiare Airport är mycket platt. Trakten runt Camiare Airport är nära nog obefolkad, med mindre än två invånare per kvadratkilometer.. Det finns inga samhällen i närheten.
Omgivningarna runt Camiare Airport är huvudsakligen savann.